# Egzamin dyplomowy
Egzamin dyplomowy – końcowy egzamin (zazwyczaj ustny), który jest przeprowadzany na studiach wyższych, zazwyczaj po obronie pracy dyplomowej. Ma na celu ocenę wiedzy, umiejętności i kompetencji studenta w zakresie ukończonego kierunku studiów oraz tematyki pracy dyplomowej. Forma jego przeprowadzenia jest zmienna i zależna od danej uczelni, jednak generalnie składa się z prezentacji pracy i odpowiedzi na pytania komisji egzaminacyjnej. Egzaminowi dyplomowemu podlegają prace licencjackie, inżynierskie i magisterskie.

## Skład komisji egzaminacyjnej
W skład komisji egzaminacyjnej wchodzą zazwyczaj promotor, recenzent (bądź recenzenci) pracy i przewodniczący. Komisja egzaminacyjna jest powoływana przez dziekana.